# Mata (Ciad)
 Mata  è un comune del Ciad situato nel dipartimento di Dar-Alfawakih, provincia di Wadi Fira.